# ГЕС Корані
ГЕС Корані – гідроелектростанція в Болівії, за три десятки кілометрів на північний схід від Кочабамби. Знаходячись перед ГЕС Santa Isabel, становить верхній ступінь дериваційного каскаду у сточищі річки Еспіриту-Санту, лівого витоку Чапаре (впадає ліворуч до Маморе, правого витоку Мадейри, котра в свою чергу є правою притокою Амазонки).
Для накопичення ресурсу в інтересах всього каскаду на річці Корані, правій притоці Еспіриту-Санту, створили водосховище з площею поверхні 14,1 км2 та об’ємом 145 млн м3 (корисний об’єм 138 млн м3), яке має припустиме коливання рівня поверхні між позначками 3229 та 3246 метрів НРМ. Його утримує комбінована земляна/кам’яно-накидна гребля з глиняним ядром висотою 30 метрів та довжиною 683 метри, ліворуч від якої існує мурована/бетонна водоскидна ділянка довжиною 270 метрів.
Окрім природного притоку, до озера Корані збирається додатковий ресурс за допомогою тунелів та каналів загальною довжиною 20 км та 50 км відповідно. В тому числі, через тунелі довжиною 12,1 км здійснюється деривація із чотирьох водозаборів у сточищі протікаючої далі на схід річки Малага (правий витік ще однієї правої притоки Еспіриту-Санту – річки Паракті). Саме для прийому ресурсу з Малаги у 1984 році первісну земляну греблю з мурованим водоскидом наростили на 5 метрів за рахунок кам’яно-накидної та бетонної частин.
Оскільки сточище Еспіриту-Санту повністю розташоване в межах Анд, це забезпечує умови для створення гідроенергетичних схем із великим напором. Так, деривація води в розташовану на схід долину річки Santa Isabel (лівий витік Паракті) через тунель довжиною 1,9 км та наступні напірні водоводи довжиною біля 0,8 км створює напір у 622 метри. Основне обладнання станції становлять чотири турбіни типу Пелтон потужністю по 13,5 МВт – дві ввели в експлуатацію у 1967-му, а ще дві у 1980-му.
Відпрацьована вода відводиться у нижній балансуючий резервуар, звідки спрямовується на наступний ступінь каскаду.
Для видачі продукції її напруга піднімається до 115 кВ.